# Volker Scheurell
Volker Klaus Bernd Scheurell (* 1. Januar 1967 in Lutherstadt Wittenberg) ist ein deutscher Politiker (AfD). Er ist Abgeordneter im Kreistag des Landkreises Wittenberg und wurde bei der Bundestagswahl 2025 in den 21. Bundestag gewählt.

## Leben
Scheurell ist gelernter Tischler und Dachdecker, arbeitete vor seinem Einzug in den Bundestag allerdings als Hausmeister. Ungeachtet dessen trat er im Wahlkampf im Rahmen der Bundestagswahl 2025 in Zunftkleidung auf und suggerierte damit, nach wie vor als Handwerker aktiv zu sein.

## Politik
Seit 2019 fungiert Scheurell als AfD-Fraktionsvorsitzender im Stadtrat von Wittenberg sowie als stellvertretender Fraktionsvorsitzender im Kreistag des Landkreises Wittenberg.
Zur vorgezogenen Bundestagswahl 2025 kandidierte Scheurell im Bundestagswahlkreis Anhalt – Dessau – Wittenberg (Wahlkreis 70) und gewann diesen mit 38,6 Prozent der Erststimmen.

## Privates
Scheurell ist verheiratet, hat zwei Söhne und wohnt in Wittenberg. Ehrenamtlich engagiert er sich für die Freiwillige Feuerwehr Wittenberg-West und in zwei Schäferhund-Vereinen.